# Roodt-sur-Syre
Roodt-sur-Syre (en luxemburguès: Rued-Sir; alemany: Roodt-Syr) és una vila de la comuna de Betzdorf, situada al districte de Grevenmacher del cantó de Grevenmacher. Està a uns 13,7 km de distància de la ciutat de Luxemburg.